# Похмурі тіні
«Похмурі тіні» (англ. Dark Shadows) — американський фільм жахів з елементами комедії 2012 року режисера Тіма Бертона. Головні ролі виконали Джонні Депп, Белла Гіткот та Ева Грін. Фільм знято за мотивами однойменної телевізійної мильної опери 1966–1971. Прем'єра відбулася в Україні 10 травня 2012 року, в США — 11 травня.

## Сюжет
У 1752 році родина Коллінзів перебралася з Ліверпуля до Америки й оселилися в штаті Мен. Вони зайнялися риболовством, за їхній успіх містечко назвали Коллінзпортом. Та коли їхній нащадок Барнабас виріс, то закохався в просту дівчину Жозетт Дюпре, чим розлютив відьму Анжеліку Бошар. Ревнива Анжеліка вбила Жозетт, скинувши її в море з високої скелі. Вбитий горем Барнабас стрибнув слідом, проте не помер — відьма перетворила його на упиря. Дізнавшись про це, мешканці закопали Барнабаса заживо, а рід Коллінзів із того часу переслідували нещастя.
У 1972 році домовину з Барнабасом розкопали, упир дізнався про нащадків свого роду, про гувернантку Вікторію Вінтерз, що була копією його коханої Жозетт Дюпре, та про Анжеліку, що перебрала їхній риболовецький бізнес. Метою Барнабаса стало відновити чесне ім'я своєї родини й помститися спокусниці Анжеліці.

## Головні ролі
- Джонні Депп — Барнабас Коллінз;
  - Джастін Трейсі — юний Барнабас Коллінз;
- Ева Грін — Анжелік Бушар;
  - Реффі Кессіді — юна Анжелік Бушар;
- Белла Гіткот[en] — Вікторія Вінтерз та Жозетт Дюпре;
- Мішель Пфайффер — Елізабет Коллінз Стоддард;
- Гелена Бонем Картер — Джулія Гофман;
- Джекі Ерл Гейлі — Віллі Луміс;
- Джонні Лі Міллер — Роджер Коллінз;
- Хлоя Морец — Керолін Стоддард;
- Гуллівер Мак-Грат[en] — Девід Коллінз;
- Рей Ширлі[en] — місіс Джонсон;
- Крістофер Лі — Клерні;
- Еліс Купер — камео;

## Касові збори
Касові збори склали $138 818 000 ($57 518 000 у США та 81 300 000 за кордоном).

## Кінокритика
Критики зустріли фільм неоднозначно. Його рейтинг на Гнилих помідорах (вебсайт, на якому збирають огляди, інформацію та новини кінематографу) станом на 11 травня 2012 був 43 %. Відзначається гра акторів при слабкому сценарії й невдалих спробах жартів при невиправданій суміші жанрів.

## Факти
- «Похмурі тіні» — восьмий фільм, у якому Тім Бартон співпрацює з Джонні Деппом, сьомий — із Геленою Бонем Картер, п'ятий — із Крістофером Лі та другий із Мішель Пфайффер.
- На роль Анжеліки претендували Енн Гетевей, Ліндсі Лоан та Дженніфер Лоренс.
- Тім Бартон є прихильником оригінальної версії «Похмурих тіней». Для того, щоб ввести акторів у потрібну атмосферу, режисер влаштував фотосесію на фоні первинного Коллінвуду 1966–1972 років